# شورای طراحان مد آمریکا
شورای طراحان مد آمریکا (CFDA) (به انگلیسی: Council of Fashion Designers of America) که در سال ۱۹۶۲ توسط النور لمبرت، اعلان روزنامه‌نگار تأسیس شد، یک انجمن صنفی غیرانتفاعی با بیش از ۴۵۰ طراح مد و لوازم جانبی آمریکایی است. این سازمان باعث ارتقا طراحان آمریکایی در اقتصاد جهانی می‌شود.
این سازمان علاوه بر میزبانی جوایز سالانه مد CFDA، استعدادهای طراحی آینده آمریکایی را از طریق بورسیه و منابع در دبیرستان‌ها، کالج‌ها و مدارس تحصیلات تکمیلی توسعه می‌دهد. CFDA همچنین بودجه و فرصت‌های شغلی را برای طراحان شاغل فراهم می‌کند. از طریق بنیاد CFDA، این سازمان از اهداف خیرخواهانه حمایت می‌کند.